# Рус-Рейтинг
Рус-Рейтинг (тж. RusRating) — независимое российское рейтинговое агентство, созданное в 2001 году. Основным направление деятельности является присвоение кредитных рейтингов коммерческим банкам, лизинговым компаниям, промышленным предприятиям, облигациям банков, а также исследование банковского сектора.

## История
В 2001 году Рус-Рейтинг начало свою деятельность.
В феврале 2008 года Рус-Рейтинг вошло в число рейтинговых агентств принявших решение следовать в своей работе Кодексу профессиональной этики российских рейтинговых агентств, утвержденному Советом Национальной фондовой ассоциации.
12 мая 2008 года Рус-Рейтинг получило аккредитацию Национальной фондовой ассоциации.
20 октября 2008 года рейтинги Рус-Рейтинг были признаны Внешэкономбанком в качестве условия для выдачи субординированных кредитов в соответствии со статьями 4 и 6 Федерального закона от 13 октября 2008 года № 173-ФЗ «О дополнительных мерах по поддержке финансовой системы РФ».
21 октября 2008 года ЦБРФ принял решение о принятии наличия рейтинга BB и выше от Рус-Рейтинг как условия предоставления банкам кредитов Центрального банка РФ без обеспечения.
21 ноября 2008 года ЦБРФ уполномочил Эксперт РА и Рус-Рейтинг отбирать российские банки для выдачи им беззалоговых кредитов. После этого депутат Госдумы пятого созыва Владимир Груздев обратился с письмом к тогдашнему зампреду правительства Алексею Кудрину, в котором утверждал что стоимость чистых активов агентства Рус-Рейтинг отрицательна с 2003 года. Ричард Хейнсворт, занимавший в то время должность Генерального директора агентства, подтвердил, что по итогам 2007 года у агентства образовался убыток в 3 млн руб., однако, по его словам, это преимущественно связано с тем, что большая часть средств от заказчиков получается авансом, и отображается в пассивах компании.
5 февраля 2009 года рейтинги Рус-Рейтинг были признаны Внешэкономбанком в качестве условия для участия в программе кредитования малого и среднего бизнеса в соответствии с «Порядком осуществления Внешэкономбанком финансовой поддержки малого и среднего предпринимательства».
29 октября 2009 года Рус-Рейтинг вошло в число рейтинговых агентств которые Правительство РФ включило в «Постановление о правилах направления банками предложения об участии в процедуре повышения капитализации». Размещение привилегированных акций в рамках процедуры повышения капитализации может быть осуществлено банком, если у него есть рейтинг кредитоспособности присвоенный Рус-Рейтинг.
17 сентября 2010 года Рус-Рейтинг получило аккредитацию Минфина РФ.
29 сентября 2011 года Центральный банк РФ принял решение о принятии наличия рейтинга BB и выше от Рус-Рейтинг для оценки кредитоспособности контрагентов банков.
25 июня 2013 года начало работу новое международное рейтинговое агентство Universal Credit Rating Group, созданное совместными усилиями Рус-Рейтинг, Dagong Global Credit Rating и Egan-Jones Ratings. Агентство позиционирует себя как альтернативное «большой тройке» Fitch Ratings, Standard & Poor's и Moody’s. Штаб-квартира компании разместилась в Гонконге.
В декабре 2013 года основатель Рус-Рейтинг Ричард Хейнсворт с партнёрами продали 100% акций компании Александру Зайцеву, ранее занимавшему руководящие должности в Sberbank CIB, Тройка Диалог и УК «Уралсиб – Управление капиталом».
В марте 2015 года бывший заместитель начальника Московского главного территориального управления Центрального банка РФ Сергей Абляев стал владельцем 51% акций компании.
В марте 2016 года 100% акций компании приобрел владелец лизинговой компании ЗАО «Бизнес Альянс» Дмитрий Любинин.

## Кредитные рейтинги
Рейтинги присваиваемые агентством делятся на два вида — контактные и дистанционные.
- Контактные рейтинги — присвоены на основании анализа открытой информации об объекте рейтингования, с учетом дополнительной информации, предоставленной объектом рейтингования на условиях двухстороннего договора.
- Дистанционные рейтинги — присвоены исключительно на основании анализа открытой информации об объекте рейтингования.

Агентство ежемесячно осуществляет публикацию подтверждений кредитных рейтингов.

## Рейтинговые шкалы
Агентство присваивает рейтинги по международной и национальной шкалам, то есть с учётом странового риска и без.

### Международная шкала
| Рейтинг          | Расшифровка                                           |
| ---------------- | ----------------------------------------------------- |
| AАА-, ААА        | Очень высокая степень кредитоспособности              |
| А+, AА-, АА, АА+ | Высокая степень кредитоспособности                    |
| A-, А            | Высокая степень кредитоспособности                    |
| BВВ-, ВВВ, ВВВ+  | Сравнительно высокая степень кредитоспособности       |
| BВ-, ВВ, ВВ+     | Средняя степень кредитоспособности                    |
| B-, В, В+        | Степень кредитоспособности незначительно ниже средней |
| ССС-, ССС, ССС+  | Степень кредитоспособности ниже средней               |
| СС-, СС, СС+     | Низкая степень кредитоспособность                     |
| C                | Недопустимо низкая степень кредитоспособности         |
| D                | Процедура банкротства                                 |

### Национальная шкала
| Рейтинг         | Расшифровка                                                              |
| --------------- | ------------------------------------------------------------------------ |
| AАА             | Максимальный уровень кредитоспособности среди эмитентов РФ               |
| АА-, АА, АА+    | Высокий уровень кредитоспособности среди эмитентов РФ                    |
| A-, А, А+       | Сравнительно высокая кредитоспособность среди эмитентов РФ               |
| BВВ-, ВВВ, ВВВ+ | Кредитоспособность незначительно выше среднего уровня среди эмитентов РФ |
| BВ-, ВВ, ВВ+    | Средний уровень кредитоспособности среди эмитентов РФ                    |
| B-, В, В+       | Приемлемый уровень кредитоспособности среди эмитентов РФ                 |
| ССС-, ССС, ССС+ | Уровень кредитоспособности ниже среднего среди эмитентов РФ              |
| СС              | Низкая кредитоспособность                                                |
| C               | Процедура банкротства                                                    |

### Прогноз
Одновременно с рейтинговой оценкой объекту рейтингования присваивается прогноз изменения рейтинга на ближайшую перспективу:
- Возможное повышение — возможное повышение рейтинга вследствие ожидаемого изменения кредитоспособности и финансового состояния объекта рейтингования.
- Стабильный — стабильная кредитоспособность и финансовое состояние объекта рейтингования.
- Возможное понижение — возможное понижение рейтинга вследствие ожидаемого изменения кредитоспособности и финансового состояния объекта рейтингования.
- Неопределённый — прогноз объекта рейтингования не определен.

### Лист ожидания
В Лист ожидания помещаются организации, по которым Агентство в ближайшее время ожидает существенной информации, способной повлиять на уровень рейтинга или его прогноз.

## Судебные разбирательства
В феврале 2007 года банк Русский стандарт подал в суд на «Рус-Рейтинг», его аналитика Юлию Архипову и Издательский дом Родионова. По мнению банка, комментарии аналитика агентства по факту понижения рейтинга банка, содержащиеся в опубликованной статье журнала, нанесли ущерб его деловой репутации. 26 сентября 2007 года Московский арбитражный суд вынес решение в пользу Русского стандарта, обязав «Рус-Рейтинг» и Юлию Архипову выплатить банку в качестве возмещения 20 тыс. руб. 6 декабря 2007 года Девятый апелляционный арбитражный суд Москвы полностью отменил решение суда первой инстанции, поскольку информация, содержащаяся в статье, не порочит деловую репутацию банка и не содержит утверждений о недобросовестности его деятельности.
В апреле 2010 года рейтинговое агентство «Эксперт РА» подало в суд на Рус-Рейтинг, его президента Ричарда Хейнсворта и Банкир.Ру аналогичный иск. По «Эксперт РА», высказывания, содержащиеся в опубликованном на сайте информационного агентства интервью, нанесли ущерб его деловой репутации. 9 августа 2010 года Московский арбитражный суд вынес решение в пользу «Эксперт РА», обязав «Рус-Рейтинг» и Ричарда Хейнсворта выплатить агентству в качестве возмещения 33 тыс. руб. 30 ноября 2010 года Девятый апелляционный арбитражный суд Москвы полностью отменил решение суда первой инстанции, поскольку, опять же, информация содержащаяся в интервью не порочит деловую репутацию рейтингового агентства.